# Ciutat de la Cultura de Galícia
La Ciutat de la Cultura de Galícia (en gallec: Cidade da Cultura de Galicia) és un complex arquitectònic, cultural i d'entreteniment al monte Gaiás, als afores de Santiago de Compostel·la, a Galícia. El complex, paralitzat definitivament a final de març de 2013, tractava de reconciliar el patrimoni amb el coneixement, recerca, creació i consum cultural.

## Concurs
El projecte de construcció de la Ciutat de la Cultura va començar l'any 1999, quan la Xunta de Galicia va convocar un concurs internacional d'arquitectura per a la Cidade da Cultura.
Inicialment s'hi van presentar dotze propostes d'importants equips d'arquitectura, tant nacionals com internacionals. Després de la retirada del projecte de Santiago Calatrava, van quedar-ne onze. Els arquitectes que van presentar projectes a concurs van ser Ricardo Bofill, Peter Eisenman, Manuel Gallego Jorreto, Annette Gigon i Mike Guyer, Steven Holl, Rem Koolhaas, Daniel Libeskind, Juan Navarro Baldeweg, Jean Nouvel, Dominique Perrault i César Portela.
Un cop avaluades totes les propostes, es va triar com a projecte final el disseny arquitectònic d'Eisenman Architects, per la seva singularitat, tant conceptual com plàstica, i una «excepcional sintonia amb el lloc».

### Projecte
El projecte d'Eisenman recrea un nou cim al monte Gaiás. Es tracta d'una crosta pétrea que recorda un jaciment arqueològic dividit per corts naturals que evoquen el motiu de la petxina de pelegrí, símbol tradicional de Compostel·la. La petxina sorgeix d'una superfície que presenta simultàniament condicions llises i estriades.
El complexs, es va fondre amb el terreny propi del mont Gaiás, configurant un urbanisme de figura a figura,
 en el qual tots els edificis i la topografia ho són tot. La proposta d'Eisenman constituiria una acròpoli cultural en un pujol que convidaria els pelegrins al coneixement.

## Complex

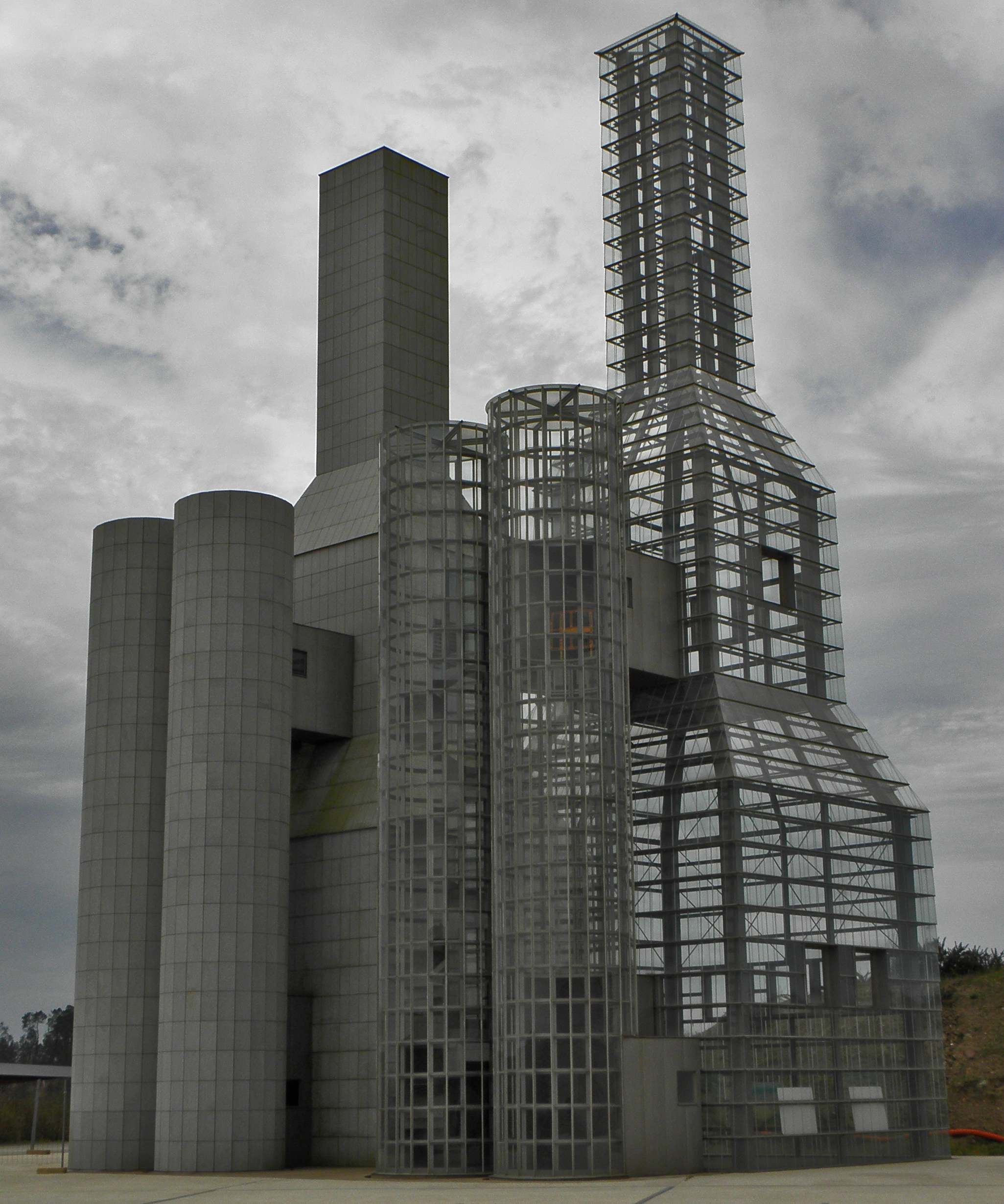
Torres Hejduk

El complex de Gaiás ocupa una superfície de 141.800 metres quadrats.
El museu d'Història de Galícia i la Casa Món (abans conegut com a Edifici de les noves tecnologies) són al vessant a ponent, el més abrupte de la muntanya. La Biblioteca i Hemeroteca, l'Escenari Obradoiro (originàriament anomenat Teatre de la Música) i l'Edifici de Serveis Centrals, al vessant més ferm del complex.
Les Torres de John Hedjuk completen el grup d'edificis principals, que queden envoltats per un bosc d'uns 25.000 metres quadrats en els quals es defineixen cinc vies d'accés.
Des de l'obertura dels dos primers edificis el gener de 2011 fins a l'abril del mateix any, el complex va rebre uns 80.000 visitants.

## Obres i redefinició

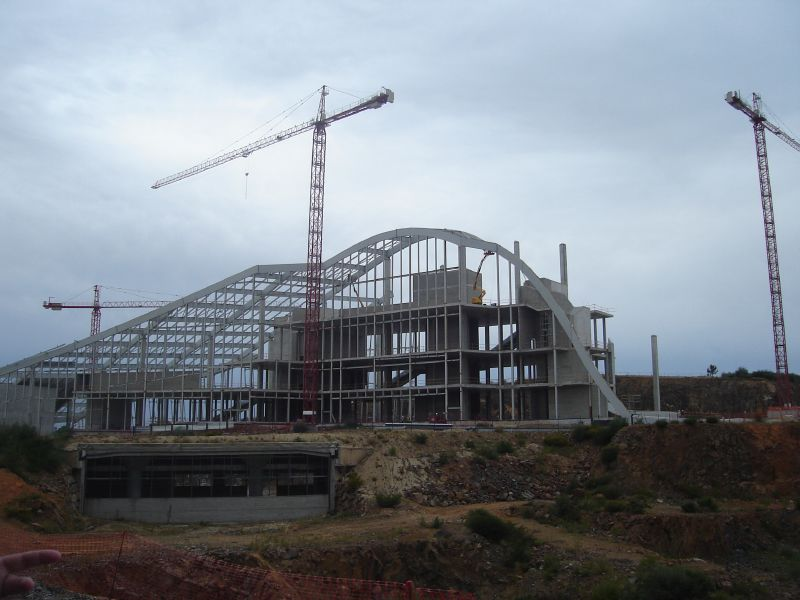
Imatge presa al juny de 2006

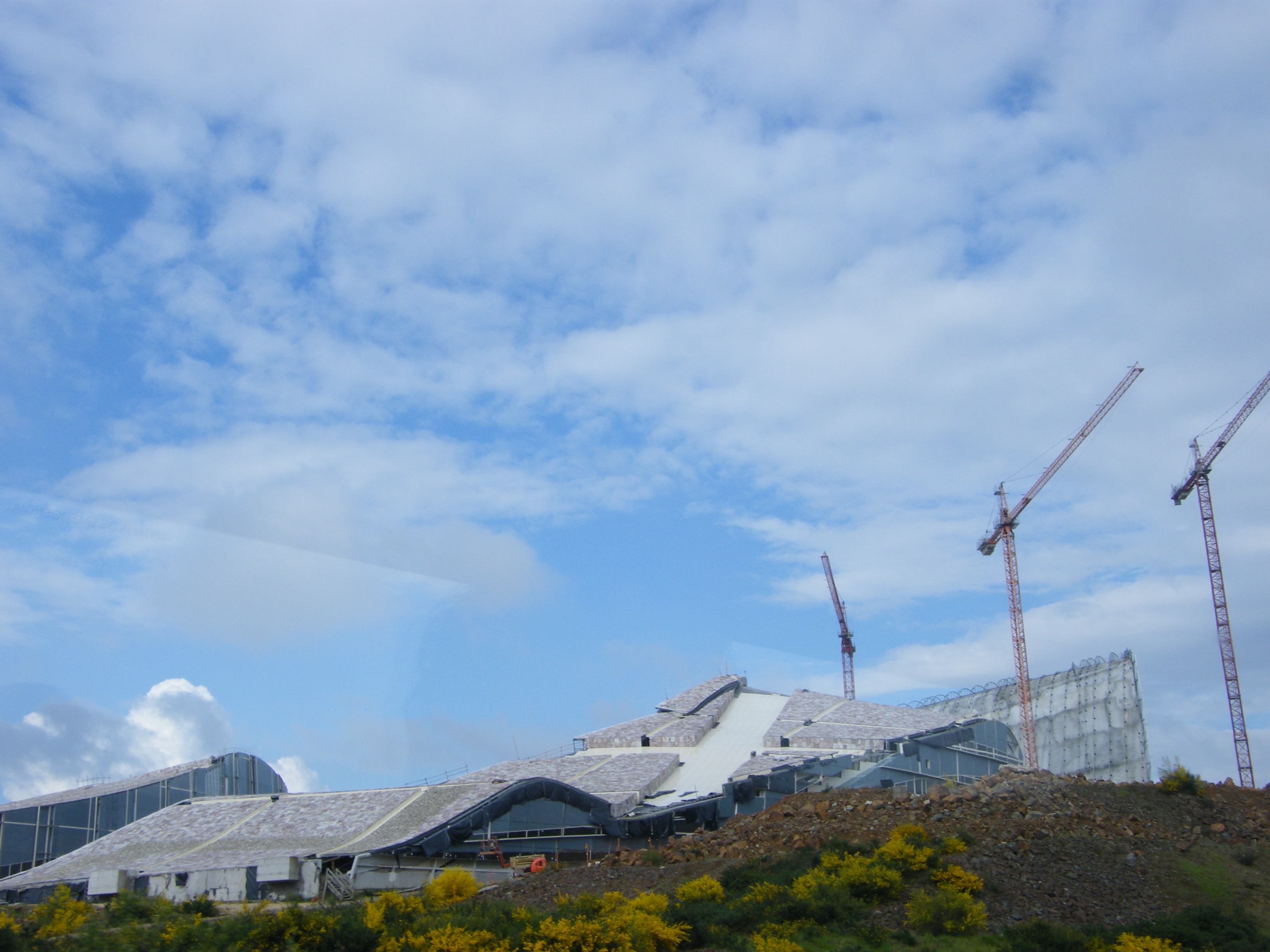
Imatge presa al maig de 2008

Les obres de construcció del complex van començar l'any 2001, dos anys després de la convocatòria del concurs. En un primer moment, es va projectar que la Ciutat de la Cultura estigués formada per un conjunt de sis edificis amb les següents denominacions: Biblioteca, Hemeroteca, Teatre de la Música, Museu de la Història de Galícia, edifici de Serveis Centrals i edifici de les Noves Tecnologies.
Després del canvi de govern en la Xunta de Galicia a l'agost de l'any 2005, la nova Conselleria de Cultura i Esports va decidir redefinir el projecte, per a dona a l'ús dels edificis un gir que beneficiés al conjunt global del projecte d'Eisenman, de manera que el 26 de desembre de 2006 es va presentar al Parlament Gallec el nou projecte d'usos de la Ciutat de la Cultura.
Però quan es va presentar el projecte redefinit, l'execució de les obres de la Ciutat de la Cultura ja eren força avançats. L'edifici de l'Hemeroteca era pràcticament acabat, el de la Biblioteca a la meitat i el Museu de la Història de Galícia per un terç. Després de presentar la redefinició del projecte, els canvis es van centrar en el futur ús dels edificis del Teatre de la Música i de l'Edifici de Noves Tecnologies, que encara eren en la fase inicial de construcció. Així, el gener de 2006, la Conselleria de Cultura va anunciar la suspensió de les obres del Teatre de la Música i de l'Edifici de les Noves Tecnologies per un període de catorze mesos. En aquest temps, la Conselleria va contactar amb sectors relacionats amb la cultura de Galícia per a redefinir aquests edificis. Entre d'altres, la conselleria va contactar amb el Consello da Cultura Galega i amb el Museu del Poble Gallec.

Els Prínceps d'Astúries van inaugurar la Biblioteca i l'Arxiu, els dos primers edificis de la Ciutat de la Cultura de Galícia, el gener de 2011, acompanyats per la ministra de Cultura, Ángeles González-Sinde, així com per les autoritats de les tres administracions. Dins de la Biblioteca, també els esperaven representants de tots els sectors de la societat gallega, sobretot de la cultura i de la política.